# مسورة (مناخة)

تعديل مصدري - تعديل

مسورة هي إحدى قرى عزلة هوزان بمديرية مناخة التابعة لمحافظة صنعاء، بلغ تعداد سكانها 277 نسمة حسب تعداد اليمن لعام 2004.